# 장도 (1876년)
장도(張燾, 음력 1876년 윤 5월 7일/양력 1876년 6월 28일 ~ 1950년)는 대한제국과 일제강점기의 법조인으로 조선총독부 중추원 참의를 지냈다. 본관은 덕수이다.

## 생애
한성부에서 무관의 아들로 태어났다. 가정에서 한학을 배우다가 1895년에 관비유학생으로 뽑혀 일본으로 유학할 수 있었다. 1896년 도쿄의 게이오의숙 보통과를 졸업하고, 주오 대학의 전신인 도쿄법학원에서 3년 동안 법학을 공부했다.
1899년 도쿄법학원을 졸업하고, 일본의 법원을 순회하면서 견습까지 마친 뒤 귀국했다. 1900년부터 사립 광흥학교 교사로 법학과 일본어 등을 가르쳤고, 이후 한성법학교 강사와 보성전문학교 강사로 일하면서 형법 전문가로 활동했다.
외부 번역관, 평리원 검사, 법부 법률기초위원, 한성부재판소 판사, 법부 참서관, 법관양성소 교관을 지내는 등 대한제국의 관료로도 일했다. 1906년 법관양성소 교관으로 근무하면서 교과서로 사용하기 위해 저술한 《형법론총칙》은 한국 최초의 형법 교과서이다.
1908년 문관전고소(文官銓考所) 위원을 역임하였고, 같은 해 변호사로 등록했다. 이미 이전부터 한국인과 일본인 사이의 분쟁에서 소송을 대리한 일이 있어, 실질적인 의미에서 한국 최초의 변호사로 볼 수 있다. 조선변호사협회 호장을 지냈다.
이토 히로부미가 안중근에게 사살되었을 때 추모 사업에 동참했다. 1921년에 이완용 등 거물급이 대거 참여한 고급 사교단체인 조선구락부의 발기인을 지냈고, 경기도 도평의회 의원을 거쳐 중추원 참의로도 임명되는 등 일제 강점기 동안 일제 관헌과 가까운 관계를 유지했다.
광복 후에는 광산업에 뛰어들었으나 한국 전쟁 중 실종되었다.

## 사후
장도는 한국 최초의 형법학자로 꼽히며, 한국법 근대화 과정의 선구적 법률가로서 한국법학사에서 중요한 인물로 평가된다.
일제 강점기에 조선총독부 중추원 참의를 역임한 경력 때문에 2002년 민족정기를 세우는 국회의원모임이 광복회와 함께 발표한 친일파 708인 명단의 중추원 부문에 포함되었다.

## 같이 보기
- 조선총독부 중추원

## 참고자료
- 장도(張燾) - 한국학중앙연구원